# Vulcano del lago Medicine
Il vulcano del lago Medicine (in inglese Medicine Lake Volcano) è un grande vulcano a scudo nel nordest della California a circa 50 km di distanza dal monte Shasta, un altro cratere presente nell'area. Il vulcano si trova in una zona di estensione crostale est-ovest ad est dell'asse principale dell'arco vulcanico delle Cascate e dell'omonima catena montuosa. Lo scudo, spesso 1 km, si estende per 35 km in direzione est-ovest e tra 45 e 50 da nord a sud, coprendo più di 2000 km². La roccia sottostante si deformò verso il basso di 0,5 km sotto il centro del vulcano, quest'ultimo responsabile del riversamento di colate laviche composte di basalto e andesite basaltica. La caldera al centro misura 7x12 km.
Lo scudo del lago Medicine si erge a circa 1200 m sopra l'altopiano di Modoc fino a un'elevazione di 2376 m. Si stima che il volume totale di lava emessa dal Medicine sia almeno pari a 600 km³, dato che lo rende il primo della catena della Cascate (il vulcano Newberry, in Oregon, è al secondo posto). Il monumento nazionale di Lava Beds (Lava Beds National Monument) si trova sul fianco nord-est del vulcano.
Il Medicine è attivo da 500.000 anni: le eruzioni hanno assunto forme mitigate piuttosto che esplosive, come invece nel caso del monte Saint Helens, investendo i fianchi del vulcano con decine e decine di colate basaltiche. Il vulcano del lago Medicine fa parte della vecchia caldera, una depressione a forma concava presente nella montagna. Si ritiene che sia un sito unico dal punto di vista vulcanologico nella nazione, essendo dotato di molte piccole camere magmatiche piuttosto che di una grande.

## Geologia
Il lago Medicine si trova nella caldera del vulcano, la quale misura 7x12 km. Questa potrebbe essersi formata dal collasso dopo che un grande volume di andesite debordò dalle aperture situate lungo i fianchi della vetta. La distribuzione delle bocche originatesi nel tardo Pleistocene suggerisce che le faglie ad anello esistessero già quando la maggior parte dell'andesite eruttò. Nessuna singola grande eruzione è stata correlata alla formazione della caldera: l'unica che produsse cenere e tufo, fondamentali nella conclusione del processo su cui gli scienziati hanno discusso, ebbe luogo nel tardo Pleistocene, ma si trattò di un'esplosione troppo piccola per spiegare la formazione della caldera. Gli studi avvenuti in seguito hanno sostenuto che la caldera locale si formò per via del collasso in risposta a ripetute estrusioni di lava perlopiù femica all'inizio della storia del vulcano (forse in un modo simile alla formazione della caldera di Kīlauea in Hawaii). Diversi piccoli corpi magmatici differenziati potrebbero essere stati alimentati e disseminati tra un gruppo di dicchi e filoni-strato. Le lave da andesitiche a riolitiche del tardo Olocene furono originate dal frazionamento, dall'assimilazione e dalla miscelazione da magma basaltico con alto contenuto di ossido di alluminio.

## Attività eruttiva

### Epoca antica
Il vulcano del lago Medicine iniziò a originarsi circa un milione di anni fa nel Pleistocene, in seguito all'eruzione di un grande volume di basalto tholeiitico ad alto contenuto di allumina. Una simile composizione mineralogica continuò ad eruttare intorno al vulcano nel corso della sua storia. Malgrado le lave mafiche predominino sui fianchi del vulcano, tutte le composizioni dal basalto alla riolite si riversarono durante il Pleistocene. I fianchi inferiori sono costituiti principalmente da lave basaltiche e alcune andesitiche. Il basalto è perlopiù assente a quote più elevate, dove domina l'andesite e sono presenti riolite e piccoli volumi di dacite. Negli ultimi 11.000 anni, l'attività eruttiva al vulcano del lago Medicine è stata episodica. Otto eruzioni produssero circa 5,3 km³ di lava basaltica durante un intervallo di tempo di poche centinaia di anni circa 10.500 anni fa. Quell'episodio eruttivo fu seguito da una pausa che si concluse con una piccola eruzione andesitica circa 4.300 anni fa. Durante l'episodio eruttivo più recente tra 3000 e 900 anni fa, otto eruzioni riversarono circa 2,5 km³ di materiale con composizione variabile dal basalto alla riolite. Le composizioni del tardo Olocene includono basalto e andesite, ma dominavano le lave siliciche.
L'attività eruttiva durante l'Olocene vide la presenza di numerose colate laviche di riolite e dacite eruttate ad alta quota all'interno e all'esterno della caldera; coni di cenere e flussi di lava associati a basalto e andesite basaltica sono il risultato di eruzioni in aperture situate sui fianchi dello scudo. La maggioranza di esse appaiono allineate lungo le zone crostale con tendenza nordest-nordovest.

### Glass Mountain

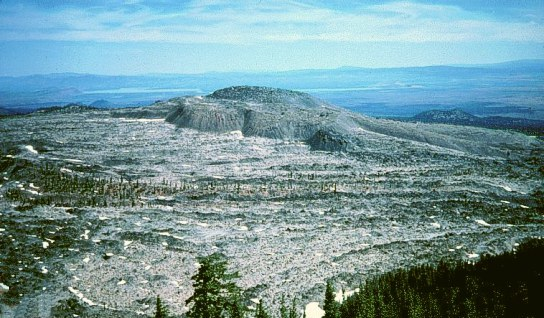
Glass Mountain dal bordo della caldera di Medicine Lake

L'eruzione più recente si verificò circa 1.000 anni fa, quando riolite e dacite eruttarono a Glass Mountain e alle bocche associate vicino al bordo orientale della caldera. Il geologo R.H. Fitch indica rapporti secondo cui una leggera pioggia di cenere avvenuta nel 1910 potrebbe essere dovuta a una piccola eruzione a Glass Mountain. Non sono state trovate prove sul campo a sostegno di una presunta eruzione avvenuta nel 1910.
In occasione dell'evento eruttivo di Glass Mountain, si assistette a uno spettacolare flusso di riolite e ossidiana riversatosi appena fuori dal bordo orientale della caldera e che discese lungo il ripido fianco orientale del vulcano del lago Medicine. Dieci piccoli duomi aggiuntivi di riolite e riodacite di Glass Mountain giacciono su un piano dalla tendenza nord-sud. L'età di Glass Mountain e dei suoi precedenti depositi di pomice è da tempo oggetto di discussione: grazie a una valutazione compiuta tramite il metodo del carbonio-14 su un esemplare di calocedro morto su uno dei fianchi, è stato scoperto nel 1990 che un'eruzione avvenne 885±40 anni prima di oggi. Il materiale datato consisteva in un pezzo di legno esterno contenente circa 30 anelli di crescita annuali. I depositi di tefra che precedettero il flusso e i duomi potrebbero essere un po' più antichi, ma stando a quanto scoperto dai geologi presso la Little Glass Mountain e il Lassen Peak questi dovevano risalire a poco meno di 1.100 anni fa.